# Перехрестя сутінків
Перехрестя сутінків (англ. Crossroads of Twilight) — десятий роман з циклу «Колесо часу» (англ. The Wheel of Time) американського письменника Роберта Джордана в жанрі епічного фентезі. Роман опублікувало видавництво Tor Books, він побачив світ 7 січня 2003 року. Роман складається з пролога, 30 глав та епілогу.
Роман очолив список бестселерів газети «Нью-Йорк таймс». Він залишався на першій позиції упродовж трьох місяців. Пролог роману уперше було опубліковано у вигляді окремої електронної книги за шість місяців до публікації паперової книги.

## Стислий зміст
Події книги відбуваються одночасно з подіями попереднього роману циклу «Серця зими». 
Перрін Айбара не покидає спроб визволити дружину (Фаїл) з полону шайдо. З цією метою він навіть не гребує застосовувати тортури. До нього з пропозицією об'єднати зусилля проти шайдо звертаються шончани. 
Матрім Каутон утікає з території, окупованої шончанами разом із спадкоємницею шончанського трону Туон, яку йому пощастило полонити. Знаючи пророцтво, що його доля — одружитися з Донькою дев'яти місяців, він упадає за нею. Виявилося, що Туон може бути сул'дам, тобто має здатність до каналювання Єдиної сили.  
Елейн Траканд збирає підтримку в Андорі, щоб стати королевою країни. Вона очікує двійню. Про батька мовчить. 
Ранд аль-Тор посилає Даврама Башера, Логейна Аблара та Лояла вести переговори про перемир'я з шончанами. Вони повертаються зі звісткою, що шончани згодні, але вимагають зустрічі Відродженого Дракона з Донькою дев'яти місяців. 
Егвейн аль-Вір очолює облогу Тар-Валона. Їй вдається блокувати річковий порт, але сама вона потрапляє в полон до айз-седай із Білої вежі.